# SyncML
SyncML (від англ. Synchronization Markup Language — «мова розмітки синхронізації») був створений для розробки єдиного протоколу передачі даних для всіх типів портативних пристроїв, таких як КПК, портативні ПК, пейджери та мобільні телефони. Створений у лютому 2000, SyncML швидко охопив найбільш вагомих виробників мобільних пристроїв та мобільного програмного забезпечення, таких як Nokia, Ericsson, IBM, Lotus, Motorola, Palm, Psion, Starfish. SyncML покликаний розв'язувати питання синхронізації мобільних пристроїв з мережевими даними.
SyncML використовує розмітку XML і різні протоколи для передачі даних. Реалізація клієнтських додатків для SyncML дозволяє використовувати WAP Binary XML для зменшення розміру пакетів переданих даних, проте, використання WBXML не є обов'язковим. SyncML також здатний відновити зв'язок між пристроями, якщо відбуваються обриви з'єднання (за умови, що клієнт і сервер підтримують обриви з'єднання). Крім цього, SyncML ефективно працює з різними комунікаційними протоколами, такими як HTTP, Wireless Session Protocol, OBEX (Bluetooth, IrDA), SMTP, TCP/IP.